# Sešit

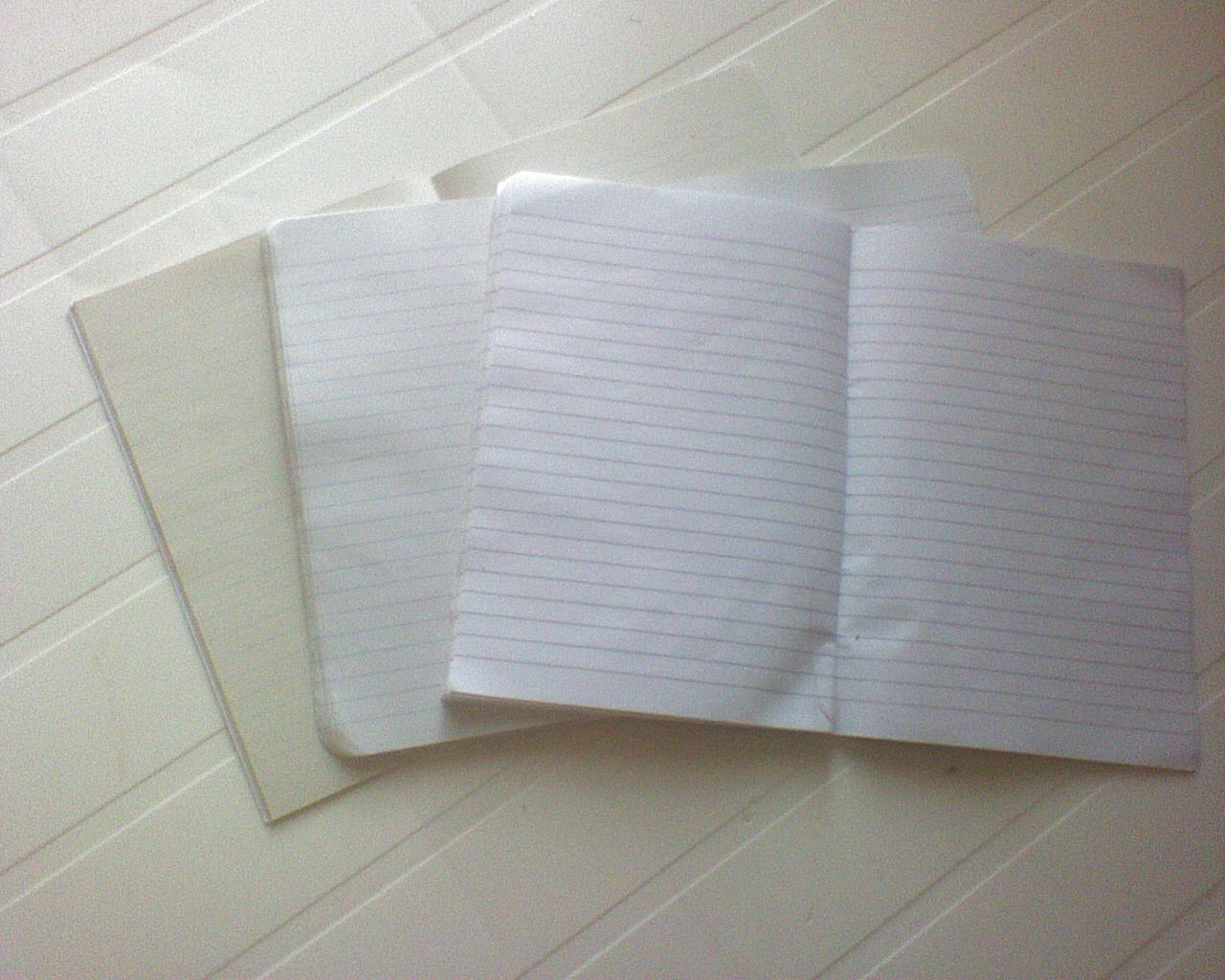
Vlevo sešit vyrobený v polovině 90. let z recyklovaného papíru, uprostřed sešit vyrobený v současné době, též ze starého papíru; vpravo současný sešit z nového papíru.

Sešit (zdrobněle sešítek) je předmět denní potřeby. Jsou to listy papíru, spojené v ohybu svorkami nebo sešité (odtud název sešit). Stránky sešitu mohou být čisté, nebo mít předtištěnou předlohu, nejčastěji linky nebo čtvercovou síť (tzv. čtverečkované sešity). Linkované sešity mívají červené motivy, čtverečkované zelené a čisté modré. Sešity mají nejširší použití ve školách, kde žákům a studentům slouží pro diktáty, zápisky učiva a domácí úkoly. Používají se ale i v administrativě, v domácnostech i jinde.

## Aspekt recyklace
Mohou být vyrobeny jak z nového, tak z recyklovaného (downcyklovaného) papíru — z toho lze získat měkčí a poddajnější papír, ovšem za cenu jeho menší čistoty. Ekologický aspekt šetření přírody je ovšem značný — 177 sešitů ze starého papíru ušetří jeden vzrostlý strom. Přesto poslední dobou recyklované sešity ustupují (v 90. letech neexistovaly jiné).[zdroj?]

## Kód vyráběných sešitů

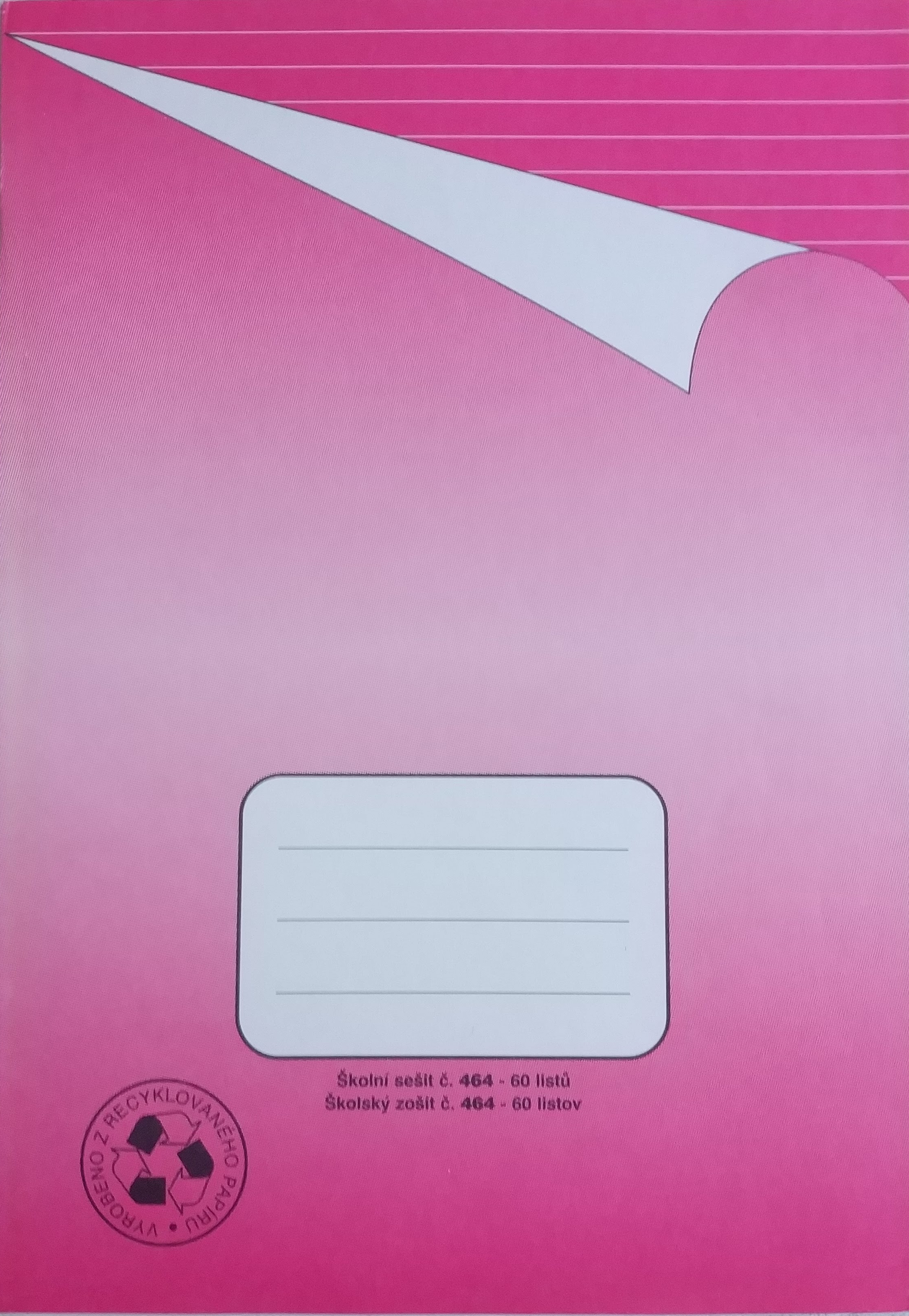
V Česku prodávaný sešit po roce 2000 má pod štítkem číslo sešitu 464 označující, že se jedná o formát A4, 60 listů a linkovaný sešit s linkami ve vzdálenosti 8 mm

Sešity vyrobené v Česku jsou značeny kódem ze tří číslic, ze kterého lze vyčíst jejich velikost (formát), počet listů a tištěnou předlohu. První číslice značí formát a nabývá hodnot:
- 4 – pro formát A4,
- 5 – pro formát A5,
- 6 – pro formát A6.

Druhá číslice označuje počet listů:
- 1 – pro 10 listů,
- 2 – pro 20 listů,
- 4 – pro 40 listů,
- 6 – pro 60 listů,
- 8 – pro 80 listů.

Třetí číslice značí předtištěnou předlohu:
- 0 – pro sešit nelinkovaný – čistý, bez linek,
- 1 – pro sešit linkovaný – linky ve vzdálenosti 20 mm,
- 2 – pro sešit linkovaný – linky ve vzdálenosti 16 mm,
- 3 – pro sešit linkovaný – linky ve vzdálenosti 12 mm,
- 4 – pro sešit linkovaný – linky ve vzdálenosti 8 mm,
- 5 – pro sešit čtverečkovaný – čtverečky o velikosti 5 × 5 mm,
- 10 – pro sešit čtverečkovaný – čtverečky o velikosti 10 × 10 mm,

Existují i tlusté sešity o 100 a více stranách, obvykle s lepenou vazbou a opatřené tuhými deskami. Takovéto sešity bývají označovány jakožto zapisovací kniha. Sešity se speciálním slabým a průsvitným papírem se nazývají průpisníky. Sešity bez předtištěné předlohy, z kvalitnějšího papíru (nejčastěji o formátu A4 a větších), které mají sloužit pro kreslení, se nazývají skicáky. Ty mají ale většinou lepenou vazbu. Předtištěná předloha se nemusí omezovat pouze na linky a čtverečky, lze běžně koupit i sešity s předtištěnými vzory pro různou administrační agendu (např. různé evidence, výkazy, návštěvní záznamy, apod.) nebo sešity s jednotlivými dny v roce – jejich funkce pak částečně splývá s funkcí kalendáře.
Podobné výrazy k výrazu sešit jsou poznámkový blok nebo notes (ve zdrobnělé formě, notýsek).

## Galerie

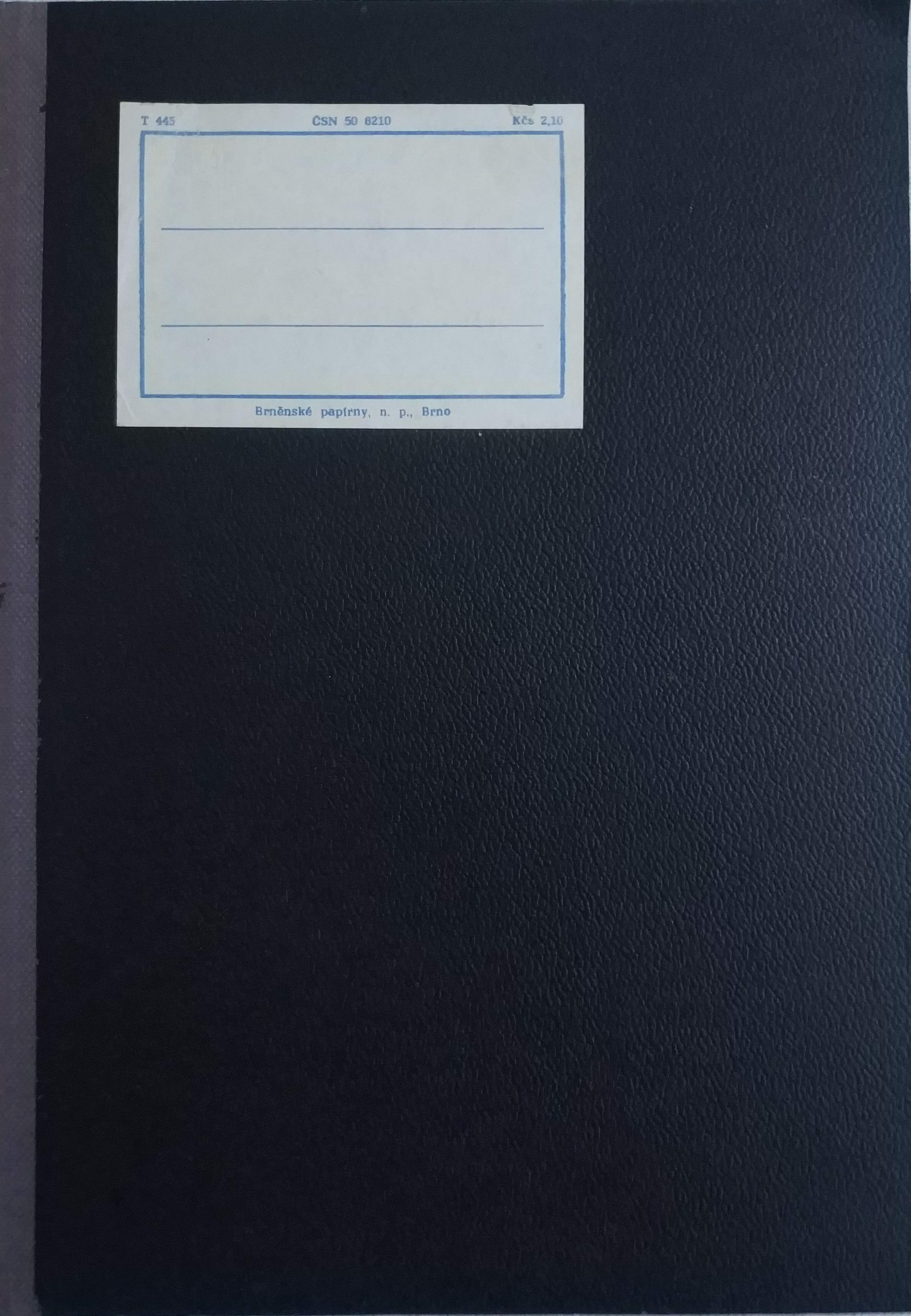
Přední desky sešitu prodávaného v Československu v 70. letech 20. století
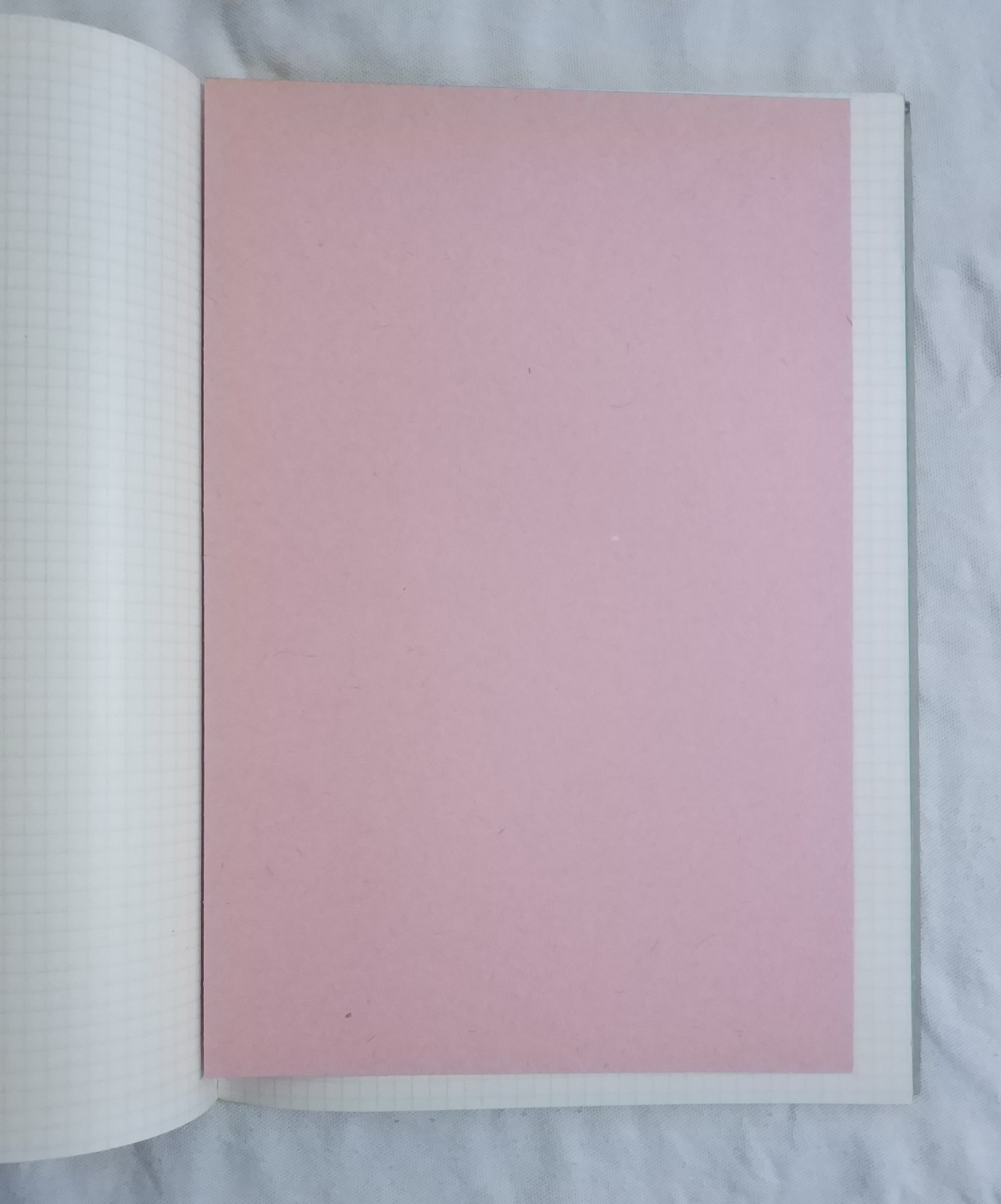
Vnitřek předchozího sešitu s růžovým pijákem a předtištěnou mřížkou
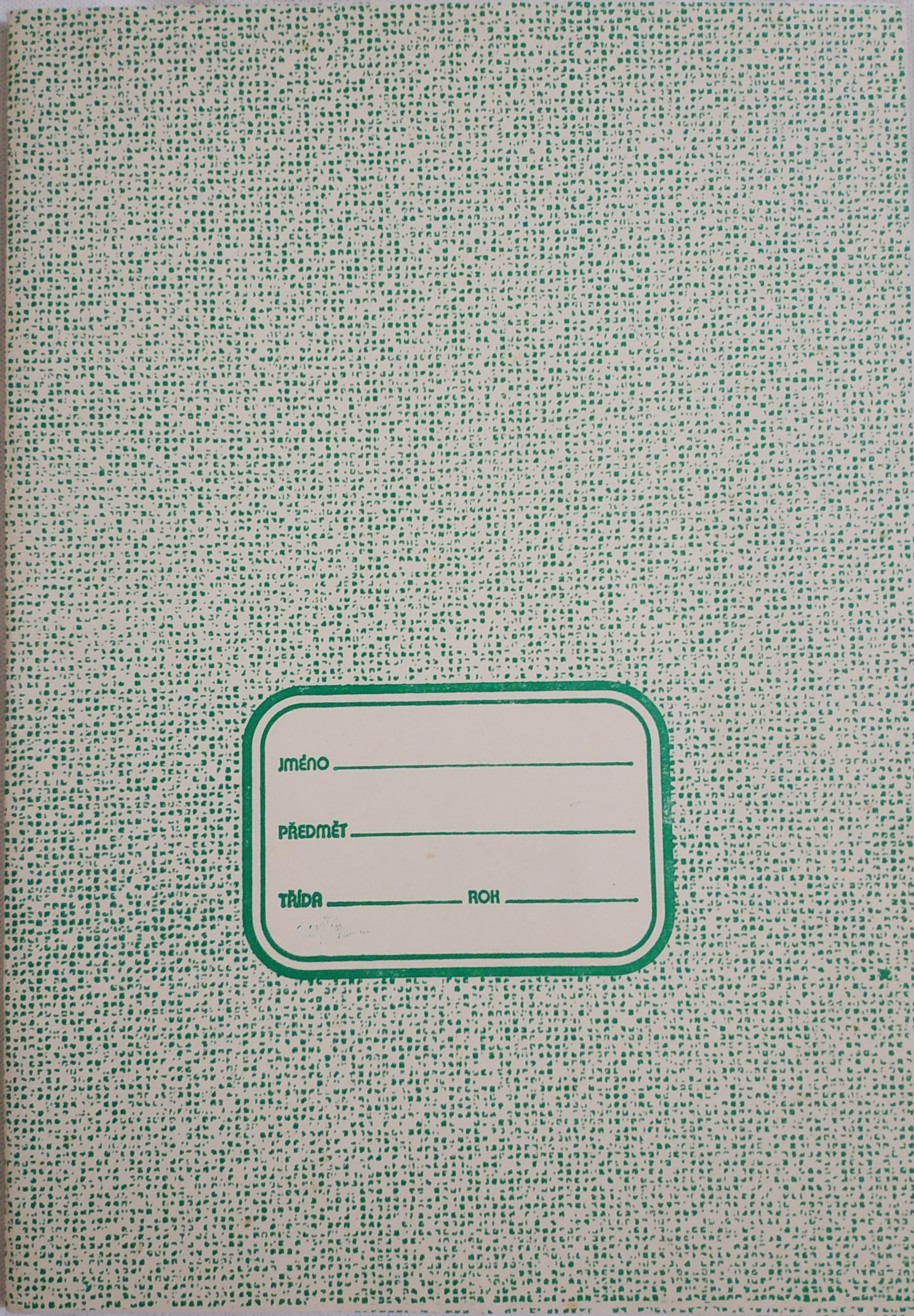
Přední obálka sešitu prodávaného v Česku v 90. letech 20. století. Zelená barva označuje sešit s předtištěnou mřížkou
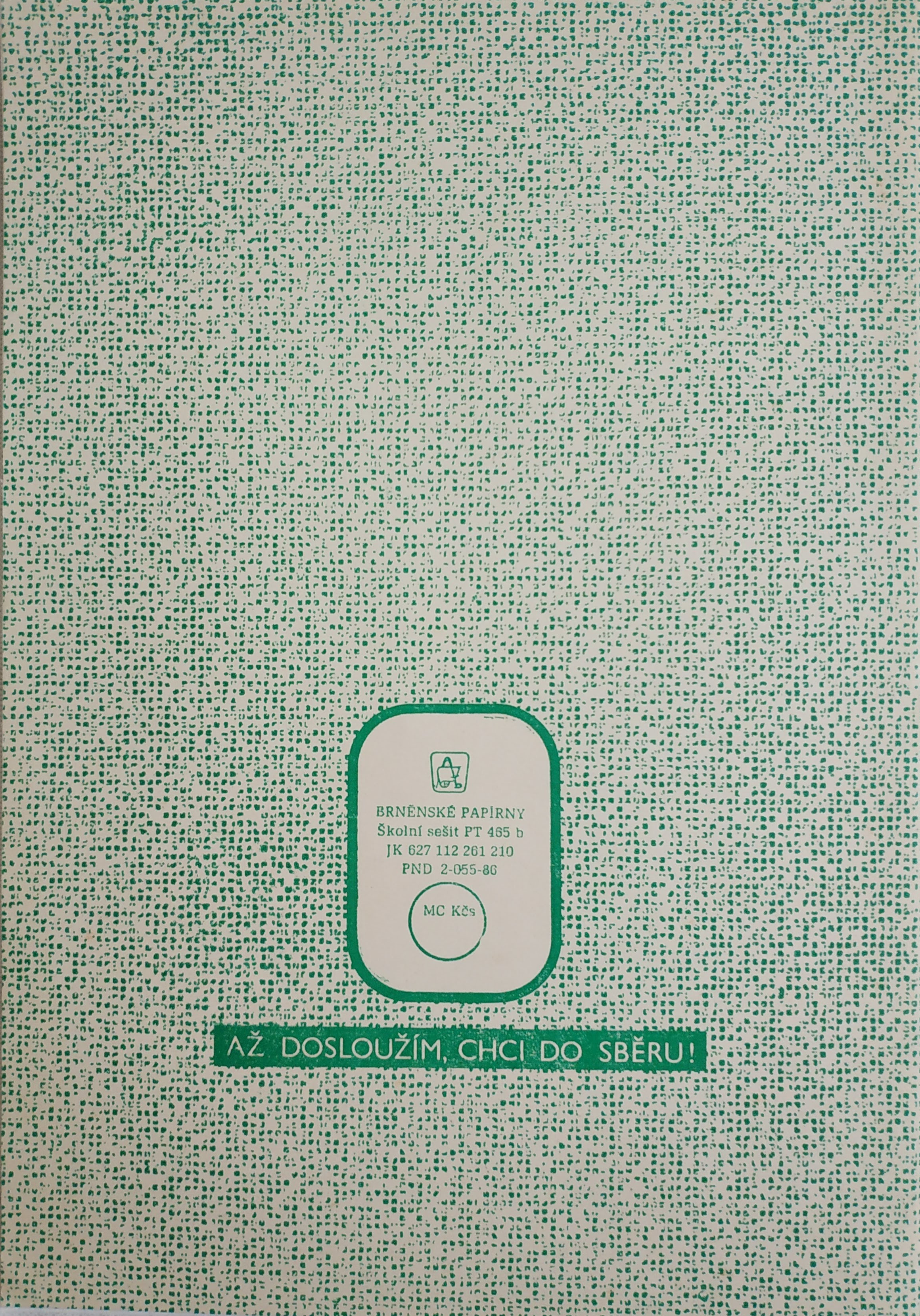
Zadní obálka stejného sešitu s typickým sloganem „Až dosloužím, chci do sběru!“
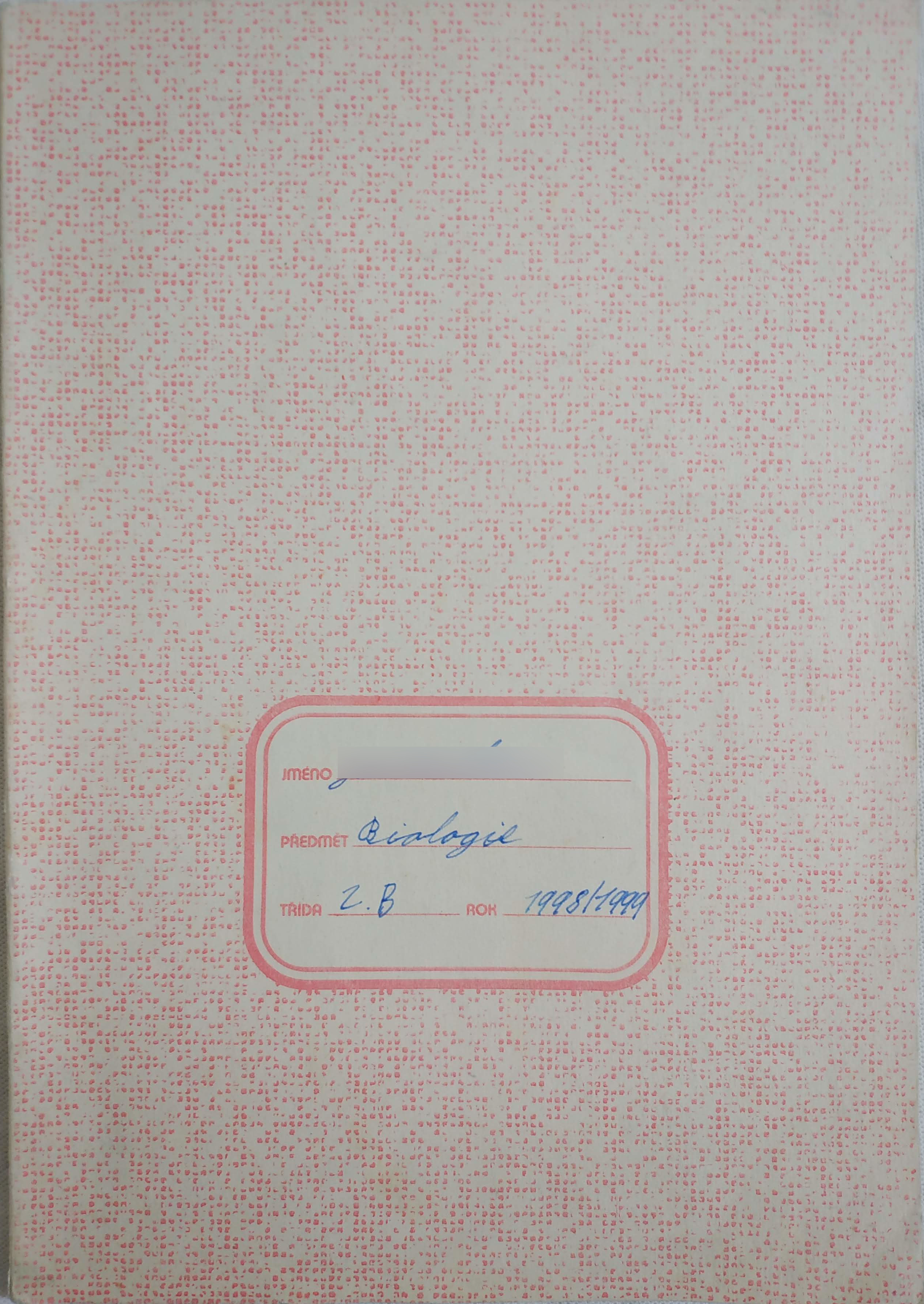
Přední desky sešitu prodávaného v Česku v 90. letech s vyplněným štítkem. Červená barva označuje sešit s předtištěnými linkami
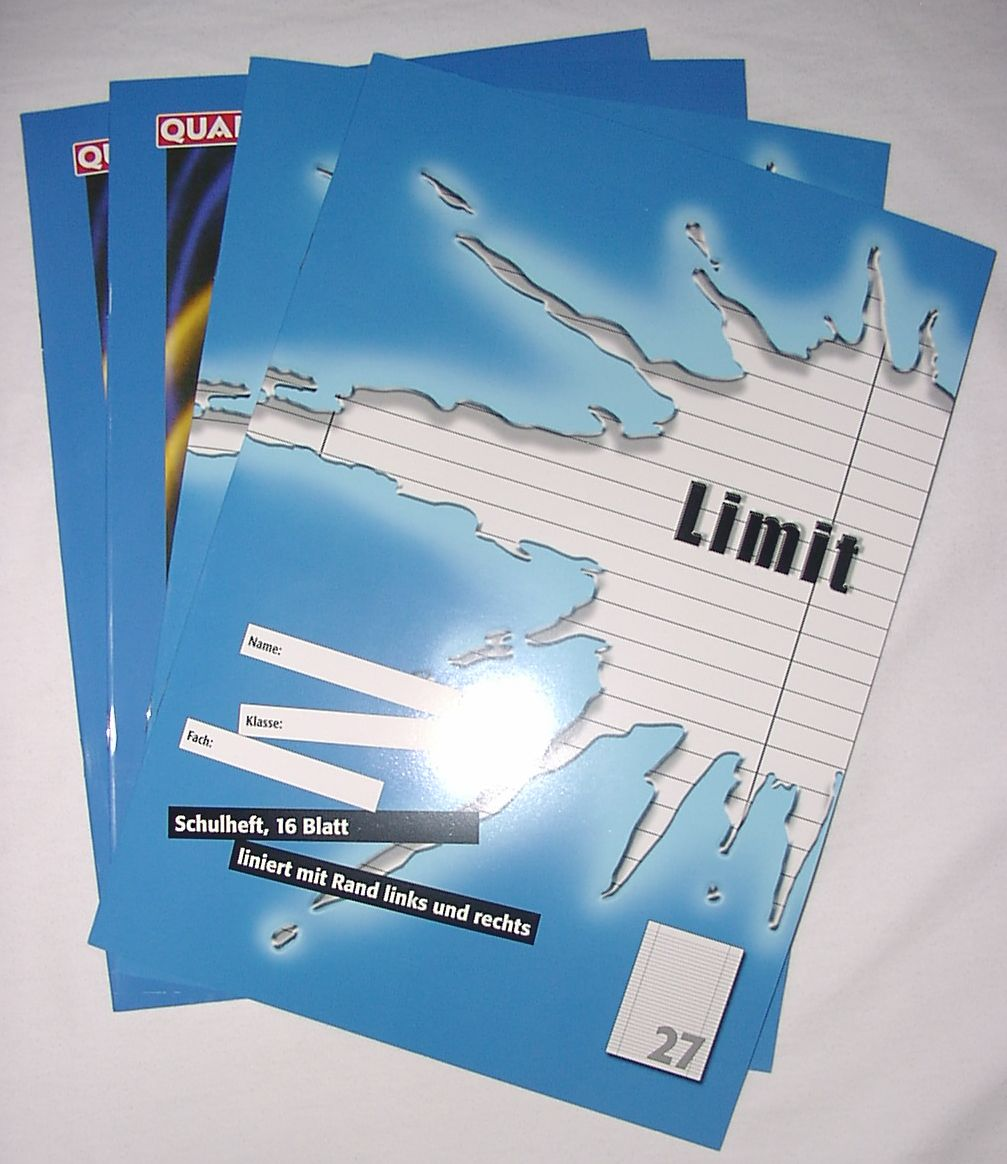
Přední desky německých linkovaných sešitů (foceno 2007)
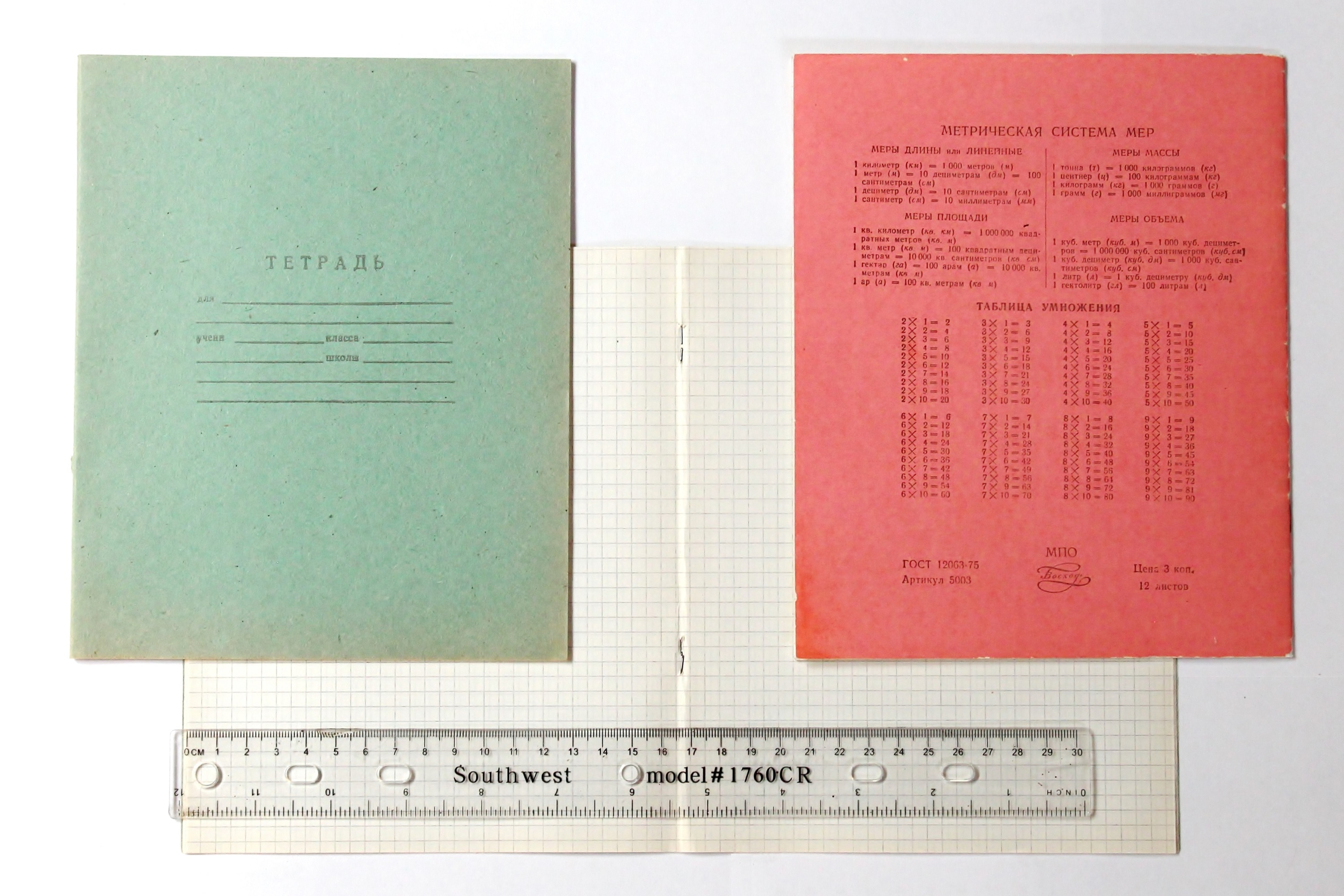
Starší sešit s předtištěnou mřížkou s přední a zadní obálkou z Ruska
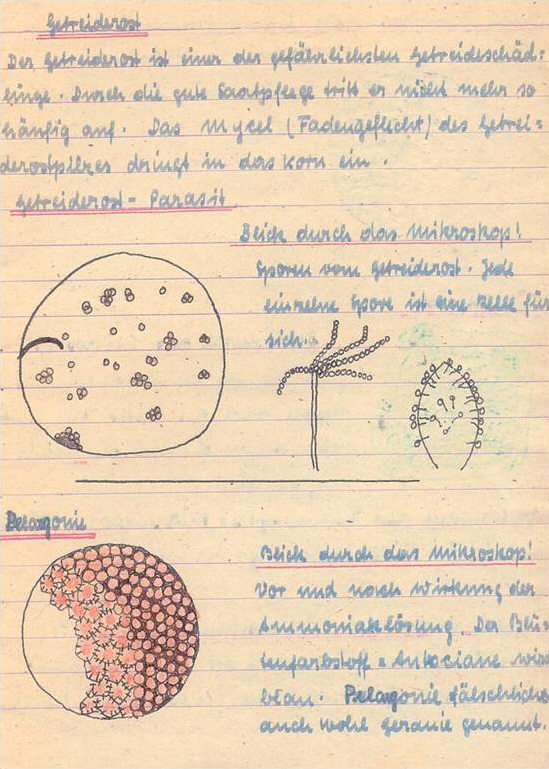
Poznámky z biologie s nákresy v němčině v linkovaném sešitu